# Список гуркхов — кавалеров креста Виктории

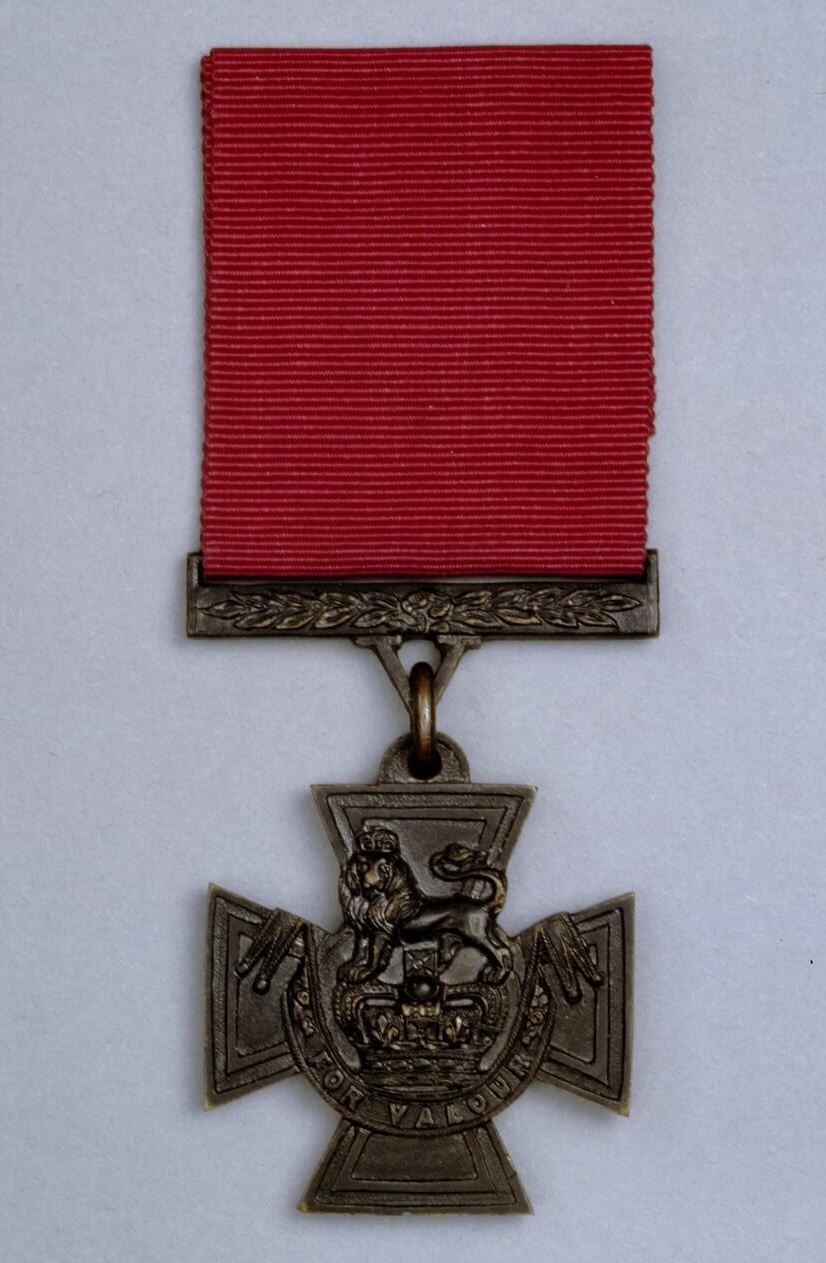
Крест Виктории

Крест Виктории был учреждён в 1856 году королевой Великобритании Викторией для ретроспективного награждения отличившихся участников крымской войны, однако впервые был вручён 62 морякам и солдатам только в 1857 году. Он является высшей военной наградой и вручается военнослужащим любого звания за храбрость перед лицом врага в военное время, смелый или выдающийся акт храбрости или самопожертвования, или крайнюю преданность долгу. Крест Виктории представляет собой медаль в виде мальтийского креста, отливаемого из бронзы русских пушек, захваченных в Севастополе. В центре креста находится корона святого Эдуарда, увенчанная коронованным львом, эмблемой британской королевской семьи, а под ней полукругом — лента с надписью «FOR VALOUR». Колодка крепится к кресту через ушко в виде литеры «V» и украшена изображениями лавровых листов, лента — багрового цвета. На оборотной стороне креста указывается дата совершения подвига, а на задней стороне колодки — имя и подразделение награждённого. В случае повторного награждения к уже имеющемуся кресту Виктории прикрепляется пряжка.

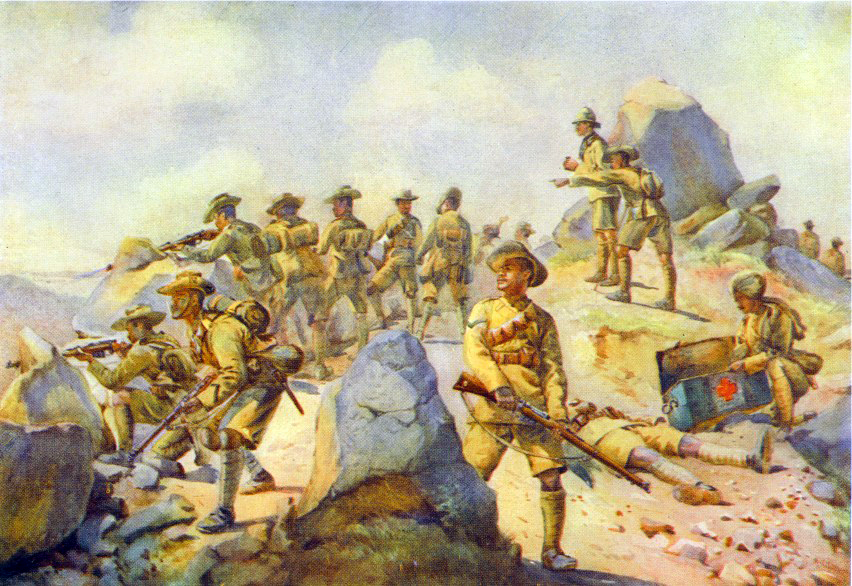
Гуркхи в бою, 1909 год

Бригады гуркхов, состоящие из непальских солдат с привлечением британских офицеров, были образованы в Британской Индийской армии в 1815 году во время войны с Непалом и за последующие 200 лет приняли участие во множестве военных конфликтов. Крестом Виктории были награждены 26 военнослужащих гуркхских полков: 13 британских офицеров и 13 солдат-гуркхов. Первым британцем из гуркхских полков, награждённым крестом Виктории, в 1858 году за участие в подавлении индийского восстания стал Джон Титлер. В 1911 году король Великобритании и император Индии Георг V подписал указ, согласно которому крест Виктории впредь мог присваиваться «туземным офицерам, унтер-офицерам и солдатам Нашей Индийской армии». До этого, высшей наградой, на которую мог рассчитывать военнослужащий индийского происхождения, был индийский орден Заслуг. Первым гуркхой и первым непальцем, награждённым крестом Виктории за действия во время Первой мировой войны, в 1915 году стал Кулбир Тхапа. В 1947 году, после обретения Индией независимости, гуркхские полки были поделены между новой Индийской армией и Британской, на службу в которую продолжили принимать гуркхов. В 1950 году в Индии была учреждена своя новая высшая награда за воинскую доблесть — Парам Вир Чакра, ставшая эквивалентом креста Виктории. Последним и единственным ныне живущим кавалером креста Виктории из числа гуркхов является Рамбахадур Лимбу, награждённый в 1965 году за действия на Борнео.

## Гуркхи — кавалеры креста Виктории
Особенности
- Награждён посмертно
- Ныне живущий

Пояснения
| - МГ — Музей гуркхов в Уинчестере, Великобритания - НАМ — Национальный армейский музей в Челси, Великобритания - ИВМ — Имперский военный музей в Лондоне, Великобритания - КЛА — Коллекция лорда Ашкрофта при Имперском военном музее в Лондоне, Великобритания | - М8П — Музей 8-го гуркхского стрелкового полка в Шиллонге, Индия - М9П — Музей 9-го гуркхского стрелкового полка в Варанаси, Индия - МН — Местонахождение неизвестно |

| Имя                 | ДП   | К    | Подразделение                                       | Место подвига             | П      | МН      | К      |
| ------------------- | ---- | ---- | --------------------------------------------------- | ------------------------- | ------ | ------- | ------ |
| Блэкер, Фрэнк       | 1944 | IIМВ | 9-й гуркхский стрелковый полк                       | Таунджи, Бирма            | [ 23 ] | МН      | [ 24 ] |
| Буарагон, Гай       | 1891 | ХНК  | 5-й гуркхский стрелковый полк                       | Нилт-форт, Индия          | [ 25 ] | МН      | [ 24 ] |
| Грант, Джон         | 1904 | ТЭ   | 8-й гуркхский стрелковый полк                       | Гьянгдзе-дзонг, Тибет     | [ 26 ] | ИВМ/КЛА | [ 27 ] |
| Грант, Чарльз       | 1891 | МВ   | 8-й гуркхский стрелковый полк                       | Тхобал, Бирма             | [ 28 ] | МН      | [ 24 ] |
| Гурунг, Бханбхагта  | 1945 | IIМВ | 2-й гуркхский стрелковый полк                       | Таманду, Бирма            | [ 29 ] | МГ      | [ 24 ] |
| Гурунг, Лачхиман    | 1945 | IIМВ | 8-й гуркхский стрелковый полк                       | Тонгдо, Бирма             | [ 30 ] | М8П     | [ 24 ] |
| Гурунг, Тхаман      | 1944 | IIМВ | 5-й гуркхский стрелковый полк                       | Монте-Сан-Бартоло, Италия | [ 31 ] | МН      | [ 24 ] |
| Гхале, Гадже        | 1943 | IIМВ | 5-й гуркхский стрелковый полк                       | Горы Чин, Бирма           | [ 32 ] | ИВМ/КЛА | [ 33 ] |
| Кук, Джон           | 1878 | IIАВ | 5-й гуркхский стрелковый полк                       | Пейвар-Котал              | [ 34 ] | ИВМ/КЛА | [ 35 ] |
| Лама, Ганджу        | 1944 | IIМВ | 7-й гуркхский стрелковый полк                       | Нингтхукхонг, Бирма       | [ 36 ] | МГ      | [ 24 ] |
| Лимбу, Рамбахадур   | 1965 | ИМК  | 10-й гуркхский стрелковый полк                      | Саравак, Борнео           | [ 37 ] | МН      | [ 24 ] |
| Макинтайр, Дональд  | 1872 | ЛЭ   | 2-й гуркхский стрелковый полк                       | Лалгнура, Индия           | [ 38 ] | МГ      | [ 24 ] |
| Оллмэнд, Майкл      | 1943 | IIМВ | 6-й гуркхский стрелковый полк                       | Пин-Хми, Бирма            | [ 39 ] | МГ      | [ 24 ] |
| Пун, Тул Бахадур    | 1944 | IIМВ | 6-й гуркхский стрелковый полк                       | Могаунг, Бирма            | [ 40 ] | МГ      | [ 24 ] |
| Раи, Агансинг       | 1944 | IIМВ | 5-й гуркхский стрелковый полк                       | Бишнупур, Бирма           | [ 41 ] | ИВМ/КЛА | [ 24 ] |
| Рана, Каранбахадур  | 1918 | IМВ  | 3-й гуркхский стрелковый полк                       | Эль-Кефр, Египет          | [ 42 ] | МГ      | [ 24 ] |
| Риджуэй, Ричард     | 1879 | ЭГН  | 8-й гуркхский стрелковый полк                       | Конома, Индия             | [ 43 ] | МН      | [ 24 ] |
| Смит, Джон          | 1891 | ХНК  | 5-й гуркхский стрелковый полк                       | Нилт-форт, Индия          | [ 25 ] | МГ      | [ 24 ] |
| Титлер, Джон        | 1858 | ПИВ  | 66-й (гуркхский) бенгальский туземный пехотный полк | Чурпурах, Индия           | [ 44 ] | МГ      | [ 24 ] |
| Тхапа, Кулбир       | 1915 | IМВ  | 3-й гуркхский стрелковый полк                       | Мокиссар, Франция         | [ 45 ] | МГ      | [ 24 ] |
| Тхапа, Лалбахадур   | 1943 | IIМВ | 2-й гуркхский стрелковый полк                       | Расс-эс-Зоуаи, Тунис      | [ 46 ] | МГ      | [ 24 ] |
| Тхапа, Нетрабахадур | 1944 | IIМВ | 5-й гуркхский стрелковый полк                       | Бишнупур, Бирма           | [ 47 ] | МН      | [ 24 ] |
| Тхапа, Шер Бахадур  | 1944 | IIМВ | 9-й гуркхский стрелковый полк                       | Сан-Марино, Италия        | [ 48 ] | М9П     | [ 49 ] |
| Уилер, Джордж       | 1917 | IМВ  | 9-й гуркхский стрелковый полк                       | Шумран, Месопотамия       | [ 50 ] | НАМ     | [ 51 ] |
| Уокер, Уильям       | 1903 | СЭ   | 4-й гуркхский стрелковый полк                       | Даратолех, Сомалиленд     | [ 52 ] | НАМ     | [ 24 ] |
| Чаннер, Джордж      | 1875 | ПВ   | 1-й гуркхский лёгкий пехотный полк                  | Перак, Малайя             | [ 53 ] | ИВМ/КЛА | [ 54 ] |